# Нурмес
Ну́рмес (фін. Nurmes)  — місто і муніципалітет у Фінляндії, у провінції Північна Карелія (Східна Фінляндія), на північному березі озера Пієлінен.
Населення 8130 осіб (2014), площа  — 1,854.79 км², водяне дзеркало  — 253,7 км², щільність населення  — 5,08 осіб/км².

## Географія
Сусідні муніципалітети  — Юука, Кугмо, Ліекса, Раутаваара, Соткамо та Валтімо.